# Jollibee
Jollibee — філіппінська багатонаціональна мережа ресторанів швидкого харчування, що належить компанії Jollibee Foods Corporation (JFC). Станом на квітень 2018 року JFC мав загалом близько 1200 торгових точок Jollibee у всьому світі; з присутністю в Південно-Східній Азії, на Близькому Сході, у Східній Азії (Гонконг та Макао), Північній Америці та Європі (Італія та Велика Британія).

## Продукти
- Chickenjoy
- Palabok
- Jolly Spaghetti
- Yumburger
- Jolly Twirl
- Champ
- Jolly Crispy Fries
- Float